# 埃烏拉約基

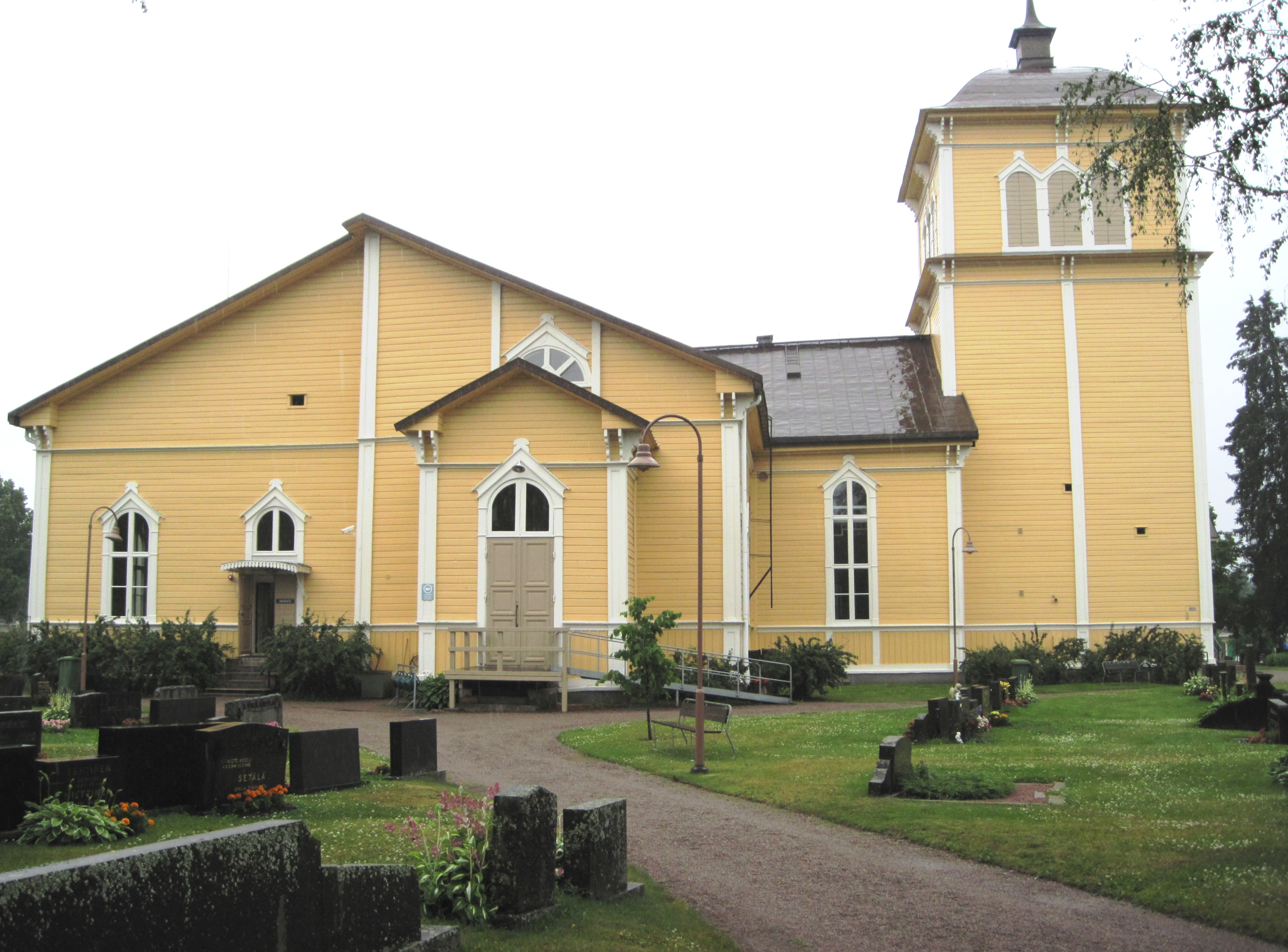
埃乌拉约基教堂

埃烏拉約基（芬蘭語：Eurajoki）是芬蘭薩塔昆塔區的一个市镇，位於該國西南部，始建於1869年，面積644平方公里，2013年人口5,924，人口密度為每平方公里17.15人。
2017年1月1日卢维亚并入埃烏拉約基。

## 交通
从埃烏拉約基教堂村到最近的城市劳马的距离是15公里，到波里的距离是35公里 。國道8號和科凱邁基至劳马之间的铁路经过该市。

## 外部連結
- 官方网站  （文）